# Meneer Kleks
Ambroży Kleks, vaak Meneer Kleks (Mr. Inkblot) genoemd, is een personage in een serie boeken van de Poolse schrijver Jan Brzechwa. De boeken werden verfilmd onder regie van Krzysztof Gradowski
Meneer Kleks is de oprichter en het schoolhoofd van zijn magische academie, die alleen open is voor jongens wier namen beginnen met een 'A'. In deze academie eten de kinderen geschilderd voedsel, praten met de hoofdpersonages van sprookjes en gooien inkt tijdens de lessen.

## Boeken
- Academie van Meneer Kleks (Akademia Pana Kleksa, 1946)
- Reizen van Meneer Kleks (Podróże Pana Kleksa, 1961)
- Triomf van Meneer Kleks (Tryumf Pana Kleksa, 1965)

## Films
- Academie van Meneer Kleks (Akademia Pana Kleksa, 1983)
- Reizen van Meneer Kleks (Podróże Pana Kleksa, 1985)
- Meneer Kleks in de ruimte (Pan Kleks w kosmosie, 1988)
- Triomf van Meneer Kleks ( Tryumf Pana Kleksa, 2001, animatiefilm)

## Anderen
- Academie van Meneer Kleks (musical), 2007